# 千曲川左岸広域農道

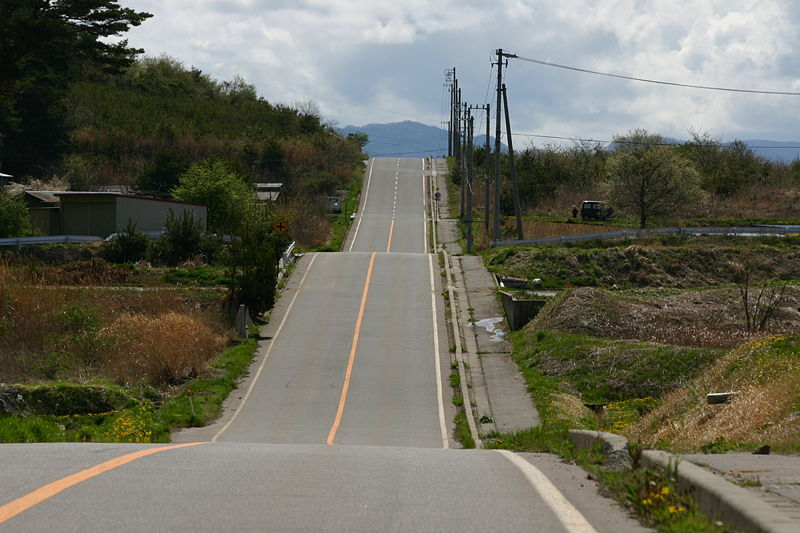
千曲ビューライン。台地を登りきった先の直線道路。小諸市御牧ヶ原から。

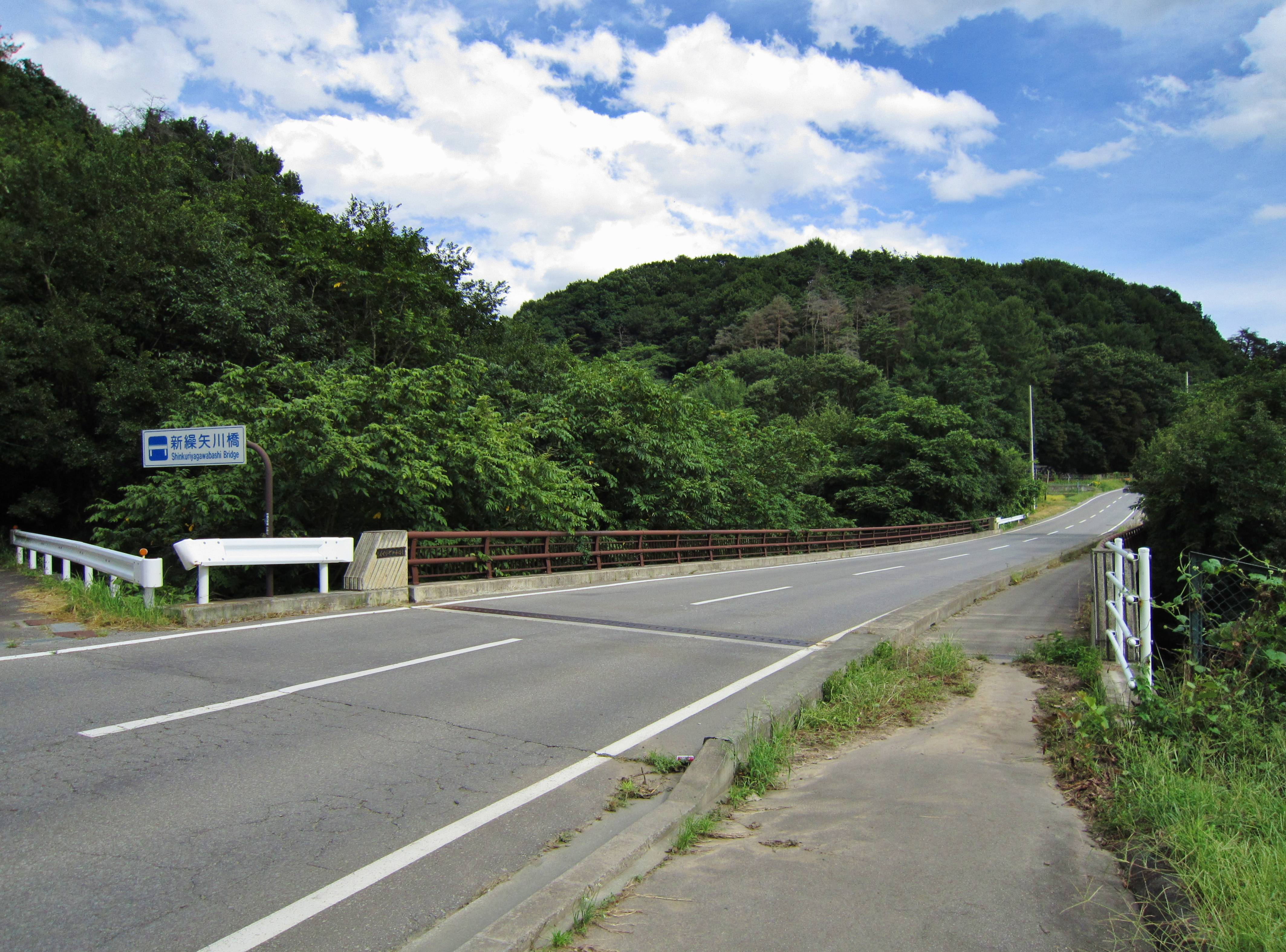
繰矢川に架かる新繰矢川橋

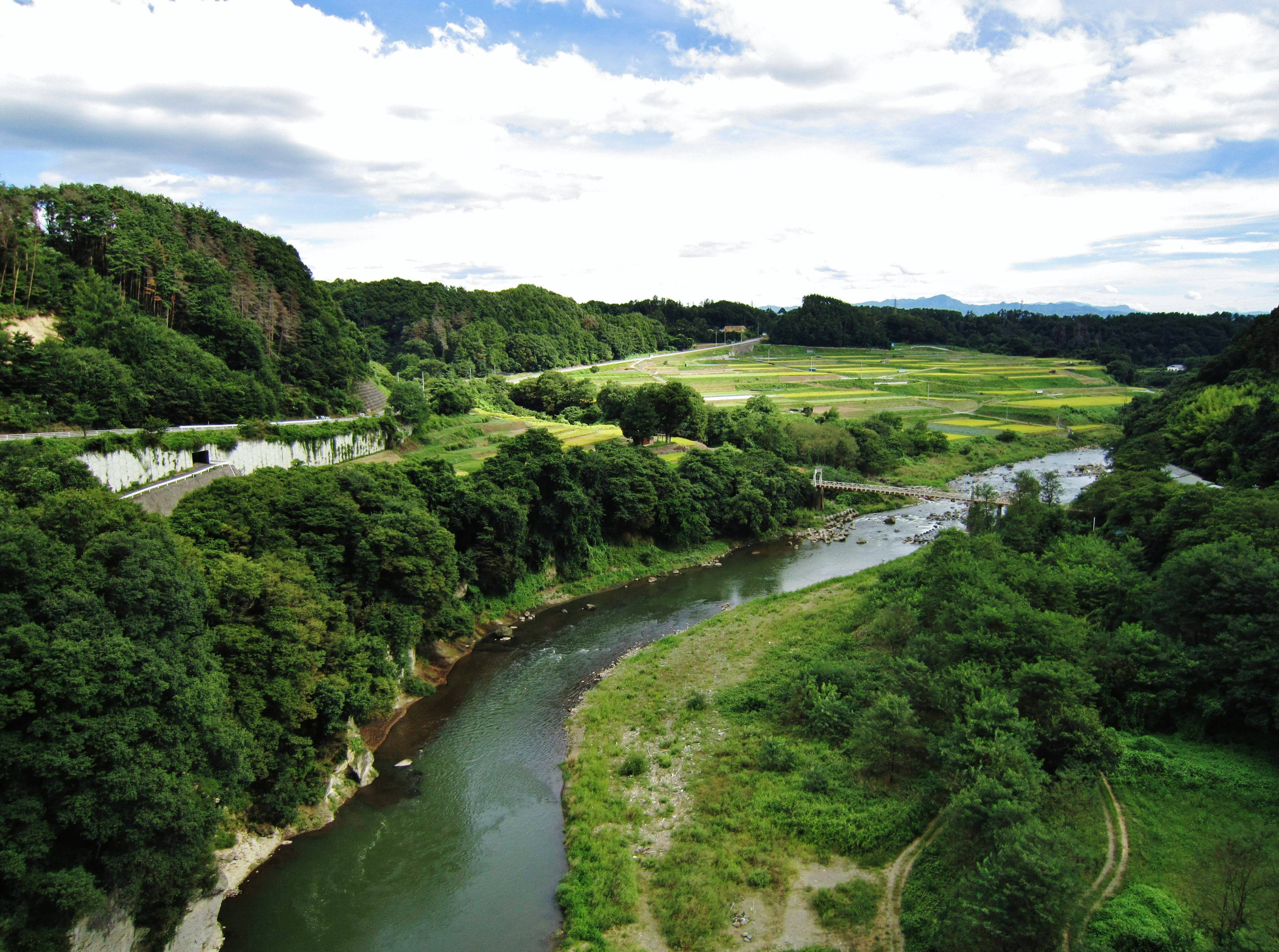
小諸大橋から千曲川上流を望む

千曲川左岸広域農道（ちくまがわさがんこういきのうどう）は、長野県小諸市から長野県上田市まで続く農道である。愛称は千曲ビューライン。

## 概要
- 起点：長野県小諸市御影新田（湧玉川橋北交差点 = 国道141号交点）
- 終点：長野県上田市御嶽堂（南原交差点 = 長野県道82号別所丸子線交点）
- 延長：28.2km

千曲川の左岸ということで名付けられたが、千曲川からはやや離れた台地を上り下りする農道である。
小諸市の千曲川を渡る小諸大橋付近から台地へ登る急坂と急カーブが続く。東御市の北御牧地区に入ると途中から交差点で曲がり角になり、長野県道423号御牧原大日向線に入る。東御市役所北御牧支所付近から曲がり角で一旦下りになり、鹿曲川の御八城大橋を渡るとまた登りになる。途中の芸術むら公園の施設「明神館」付近を通り、さらに進んでいくと上田市塩川に入る。この市境から下りになって進んでいき、依田川を越えると長野県道82号別所丸子線に合流する。
交通量は並であり、北御牧から丸子の間は信号機がほとんど設置されていない。「千曲ビューライン」の道路標識看板が複数設置されている。

### 主要構造物
- 小諸大橋
- 御八城大橋
- 長瀬橋

## 沿革
- 1996年（平成8年） - 千曲川左岸広域農道「千曲ビューライン」の開通。

## 重複区間
- 長野県道141号耳取三岡停車場線（小諸市耳取 : 耳取北交差点 - 森山西交差点）
- 長野県道423号御牧原大日向線（東御市御牧原）
- 長野県道40号諏訪白樺湖小諸線（東御市大日向 - 同市八重原）
- 長野県道167号丸子北御牧東部線（東御市八重原）

## 交差する道路

### 小諸市
- 湧玉川橋北交差点（御影新田＝起点）
  - 国道141号（御影新田バイパス）
- 耳取北交差点（森山）
  - 長野県道139号小諸中込線
- 森山西交差点（森山）
  - 長野県道78号佐久小諸線
- 小諸大橋西交差点（山浦）
  - 長野県道142号八幡小諸線
- （大久保地籍）
  - 長野県道153号立科小諸線

### 東御市
- （御牧原地籍）
  - 長野県道423号御牧原大日向線
- 御八城大橋東交差点（下之城）
  - 長野県道166号東部望月線
- （大日向地籍）
  - 長野県道40号諏訪白樺湖小諸線 - ※重複区間ここから
- （下之城地籍）
  - 長野県道40号諏訪白樺湖小諸線 - ※重複区間ここまで
- （八重原地籍）
  - 長野県道167号丸子北御牧東部線

### 上田市
- （塩川地籍）
  - 長野県道147号芦田大屋停車場線
- 上長瀬南交差点（長瀬）
  - 長野県道81号丸子東部インター線
- 長瀬橋入口交差点（長瀬）
  - 国道152号
- 北原南交差点（御嶽堂）
  - 長野県道82号別所丸子線
- 南原交差点（御嶽堂＝終点）
  - 長野県道82号別所丸子線（北原南）

## 通過する自治体
- 小諸市
- 東御市
- 立科町
- 上田市

## 周辺施設
- 長野県小諸養護学校
- 長野県農業大学校研修部
- 御牧原保育園
- 東御市役所北御牧総合支所
- 東御市立北御牧中学校
- 芸術むら公園
  - 明神館